# Gare de Woodstock
Pour les articles homonymes, voir Woodstock.
La  gare de Woodstock à Woodstock, en Ontario, est desservie par Via Rail Canada.

## Histoire

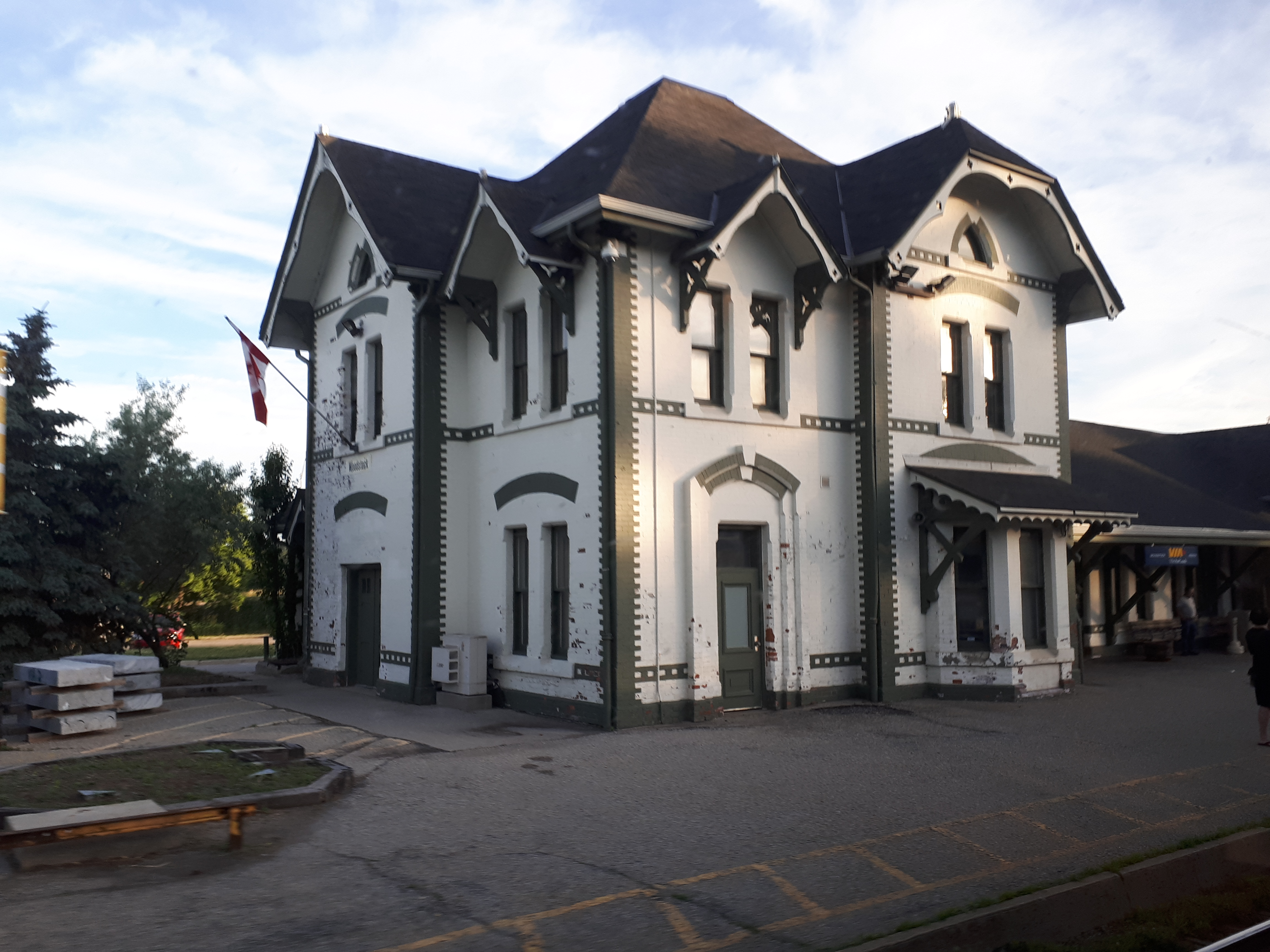
La gare en 2018.

La gare reste sans désignation du patrimoine provinciale. Elle est construite sur un terrain appartenant premièrement à la Couronne en 1804, ensuite à Levi Babbit en 1820, puis à John Hatch en 1851 avant de devenir propriété du chemin de fer en 1851 .  
La gare est construite en 1885, de style néo-gothique à deux étages. "La Gare ferroviaire de Woodstock est un bel exemple de gare éclectique de style néo-gothique de la fin du XIXe siècle. C'est un excellent exemple de l'œuvre de Joseph Hobson, qui l'a conçue alors qu'il était ingénieur en chef de la CCO (Compagnie du grand Chemin de fer Occidental) et construite à titre d'ingénieur en chef de la division ouest du GTR. La gare de Woodstock est caractéristique des gares construites par les compagnies ferroviaires dans le sud de l'Ontario au milieu de la période victorienne, car elle combine les fonctions de gare et de logement du chef de gare. Les dimensions modestes et l'apparence pittoresque de la gare sont représentatives des édifices publics et privés de l'époque dans le sud de l'Ontario." Elle est gare ferroviaire patrimoniale depuis 1993 .